# 讷伊莱第戎
讷伊莱第戎（法語：Neuilly-lès-Dijon，法語發音：[nœji lɛ diʒɔ̃]，意为“第戎附近的讷伊”）是法国科多尔省的一个旧市镇，位于该省东部，第戎市区以东，属于第戎区。2019年，讷伊莱第戎与市镇克里莫卢瓦合并为新市镇讷伊-克里莫卢瓦，讷伊莱第戎为新市镇行政中心。

## 地理
讷伊莱第戎（47°16'46"N, 5°6'27"E）面积4.62 平方千米，位于法国勃艮第-弗朗什-孔泰大區科多尔省，该省份为法国中东部省份，北起奥布省，西接涅夫勒省和约讷省，南至索恩-卢瓦尔省，东南接汝拉省，东临上索恩省，东北部与上马恩省接壤。
与讷伊莱第戎接壤的市镇（或旧市镇、城区）包括：塞讷塞莱第戎、舍维尼圣索沃尔、克里莫卢瓦、隆维、乌日。
讷伊莱第戎的时区为UTC+01:00、UTC+02:00（夏令时）。

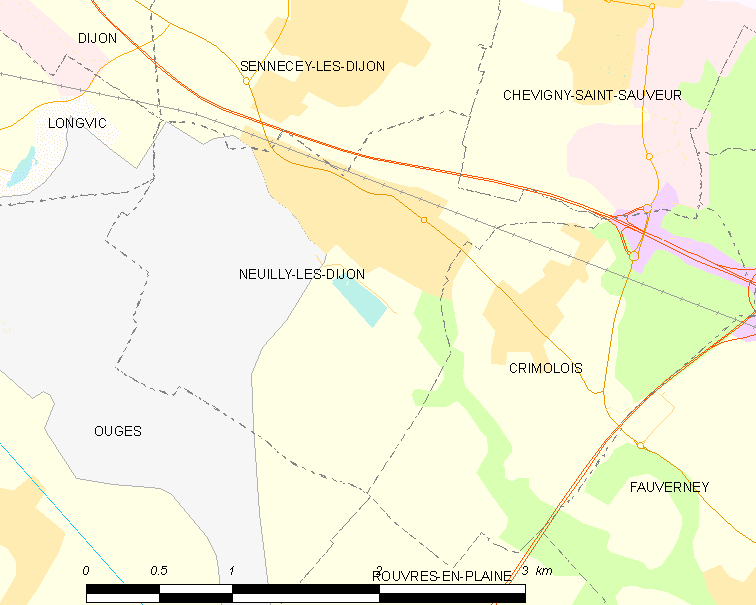
讷伊莱第戎的OSM定位图

## 行政
讷伊莱第戎的邮政编码为21800，INSEE市镇编码为21452。

## 政治
讷伊莱第戎所属的省级选区为舍维尼圣索沃尔县。

## 人口

1962-2008年间讷伊莱第戎人口变化图示

讷伊莱第戎于2018年1月1日时的人口数量为1886人。